# George Hodgson
George Ritchie Hodgson (ur. 12 października 1893 w Montrealu, zm. 1 maja 1983 tamże), kanadyjski pływak i dwukrotny mistrz olimpijski (1912).
Specjalizował się w stylu dowolnym. Podczas igrzysk w Sztokholmie w 1912 roku triumfował na dystansie 400 i 1500 m kraulem. Osiem lat później, na igrzyskach olimpijskich w Antwerpii startował w konkurencjach 400 i 1500 m stylem dowolnym. Na obu tych dystansach nie zakwalifikował się do finału.
W 1968 został przyjęty do International Swimming Hall of Fame.